# Kjetil Rekdal
Kjetil Rekdal (Vestnes, 6 november 1968; Noorse uitspraak: reekdaal) is een Noorse voetbalcoach en een voormalig voetballer, bijgenaamd Reka. Hij is 1.87 m groot en weegt 85 kg. Hij was hoofdcoach van onder meer Vålerenga IF en K. Lierse SK.

## Clubcarrière
Rekdal speelde gedurende zijn carrière in Frankrijk, Duitsland, België en Noorwegen. Als clubspeler kwam Rekdal achtereenvolgens voor de volgende ploegen uit: Fiksdal/Rekdal, Molde FK, Borussia Mönchengladbach, K. Lierse SK, Stade Rennais FC, Hertha BSC Berlin en Vålerenga IF.

## Interlandcarrière
Rekdal heeft 83 duels gespeeld voor de Noorse nationale ploeg, na zijn debuut tegen Italië (0-0) op donderdag 28 mei 1987, heeft hij meegespeeld in twee WK-eindronden (1994 en 1998). Hij maakte zeventien goals voor de nationale ploeg, waaronder de legendarische goal in het Wembley Stadion tegen Engeland, op 14 oktober 1992. Ook maakte hij het enige doelpunt in de wedstrijd voor Noorwegen tegen Mexico in 1994 en een kalm genomen strafschop in de 88ste minuut tegen Brazilië, zodat Noorwegen de wedstrijd met 2-1 won in 1998. De twee wereldbekergoals maken hem de meest scorende Noor in de WK-geschiedenis, met één goal meer dan Arne Brustad, Dan Eggen, Håvard Flo en Tore André Flo.

## Trainerscarrière
Rekdal heeft zichzelf bewezen als een succesvol coach; hij heeft Vålerenga van de laatste plaats terug een positie als een van de meest dominante clubs in de Tippeligaen bezorgt. In 2004 leidde hij dat team naar de tweede plaats, waar de eerste plaats gemist werd door één goal verschil in het voordeel van Rosenborg. Eén jaar later, in 2005, finishte zijn team dan wel als eerste. De ploeg won voor het eerst in 21 jaar de landstitel, en verbrak Rosenborgs regeerschap als Noors kampioen dat al dertien jaar stand hield.
Op 22 november 2006 werd Rekdal aangesteld als trainer van Lierse, waar hij na een mislukte eindronde (Lierse degradeerde naar de tweede nationale) vertrok naar Kaiserslautern. De Noor kreeg de opdracht de Duitse club terug naar de Bundesliga loodsen, maar al in zijn eerste seizoen liep het mis. In februari 2008 werd hij ontslagen, toen Kaiserslautern op een degradatieplaats stond. Hij werd opgevolgd door Alois Schwartz. Op 5 september 2008 trad Rekdal in dienst als coach van Aalesunds FK, een Noorse eersteklasser. Deze club leidde hij tweemaal (2009 en 2011) naar de bekerwinst.

## Privé
Rekdal heeft twee jongere broers, Sindre (25-08-1978, speelde onder meer bij Eendracht Aalst) en Yngve (31-05-1973, die een tijdlang keeper was bij Vålerenga), en een jongere zus, Ingrid, die net als haar drie broers een tijdlang als voetbalster actief was.
Rekdal is gescheiden van Reidun Stenødegård met wie hij twee kinderen heeft: Niklas en Sofie. Uit zijn relatie met Ane Guro Skaare heeft hij een zoon, Mikael.

## Erelijst
Vålerenga IF
- 1. divisjon

2001
- Noorse beker

2002